# Pedro Nuño Colón de Portugal

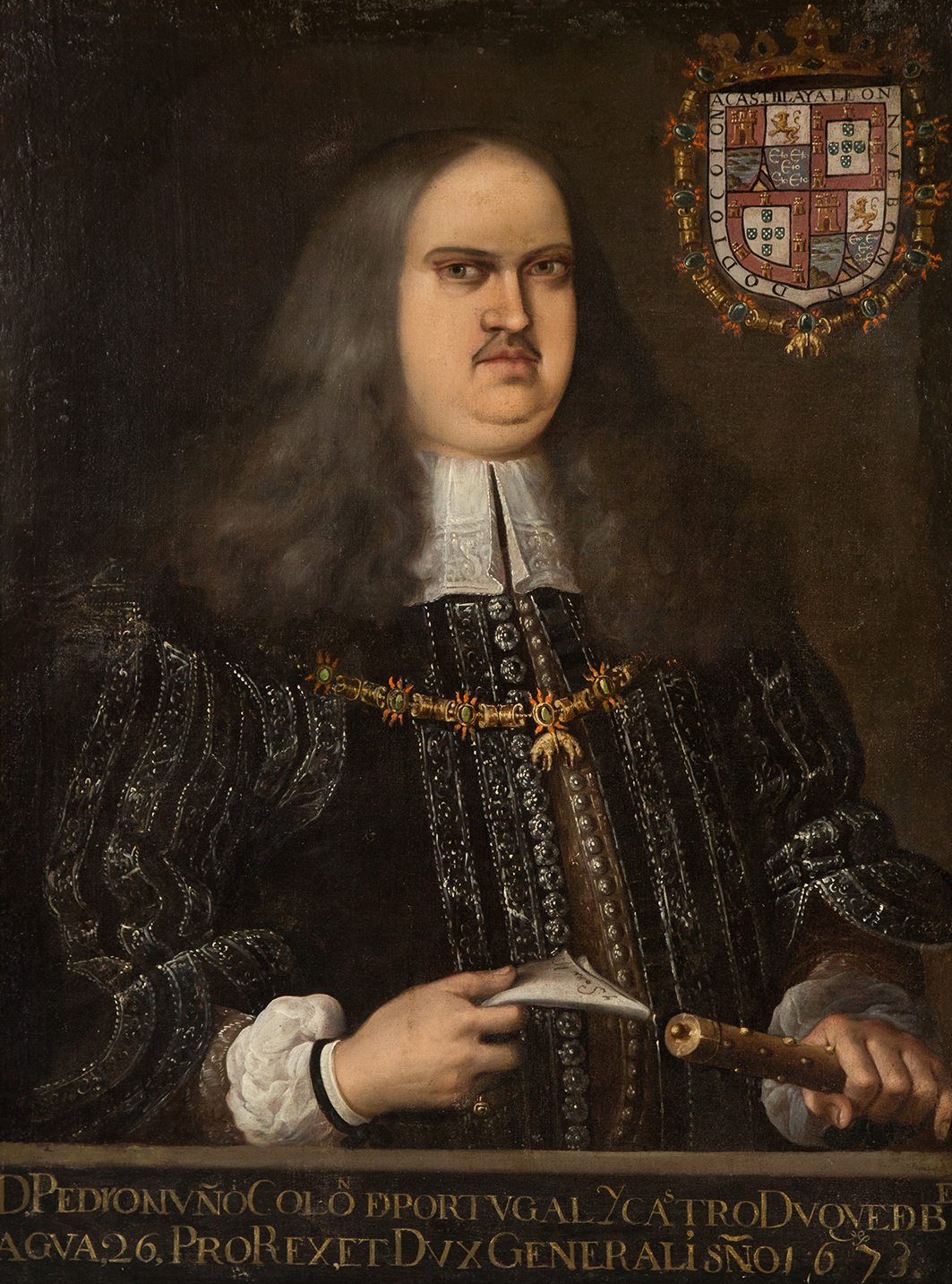
Pedro Colón de Portugal

Pedro Nuño Colón de Portugal, Herzog (spanisch: duque) von Veragua und de la Vega, Markgraf (spanisch: marqués) von Jamaica und Villamizar, Graf (spanisch: conde) von Gelves, spanischer Grande (* 1615 in Madrid, Spanien; † 13. Dezember 1673 in Mexiko-Stadt, heute Mexiko) war ein spanischer Offizier und Kolonialverwalter, der als Vizekönig von Neuspanien amtierte.

## Leben

### Herkunft und Jugend
Pedro Colón kam als einziger Sohn von Álvaro Jacinto Colón de Portugal, dem fünften Herzog von Veragua, in Spanien zur Welt. Er war der direkte Ur-ur-ur-urenkel von Christoph Kolumbus in zweifacher Hinsicht, nämlich auch durch die Linie seiner Mutter, Catalina de Portugal y Castro.
Pedro Colón de Portugal wurde in den Orden vom Goldenen Vlies aufgenommen. Er schlug eine militärische Laufbahn ein und kämpfte für die Spanier in Flandern, Algerien und Katalonien. Dort amtierte er als General der königlichen Garde und als Admiral der Marine.
1645 heiratete er Isabel de la Cueva y Enríquez, die Tochter des Herzogs von Alburquerque und Schwester von Francisco Fernández de la Cueva, der von 1660 bis 1664 Vizekönig in Neuspanien war, sowie von Diego Benavides de la Cueva, von 1661 bis 1666 Vizekönig von Peru. 1647 starb Isabel. 1663 heiratete Pedro Colón de Portugal ein zweites Mal, diesmal seine Cousine María Luisa de Castro, Girón y Portugal.

### Amtszeit als Vizekönig von Neuspanien
Nachdem der spanische Hof dem Rücktrittsgesuch des neuspanischen Vizekönigs Antonio Sebastián de Toledo 1672 nachgegeben hatte, sollte zunächst Enrique de Toledo y Osorio, Markgraf von Villafranca, das Amt übernehmen – doch dieser lehnte die Ernennung im Juni 1672 ab. An seiner statt berief man Pedro Colón de Portugal, der sich im Sommer nach Amerika einschiffte, begleitet von seinem Sohn Álvaro, der später in der Marine Karriere machte, während sein Erstgeborener (und Titelerbe) aus erster Ehe, Pedro Manuel, in Spanien blieb. Colón de Portugal erreichte Veracruz im September 1673. Er verblieb einige Zeit dort, einmal, um sich von der strapaziösen Überfahrt zu erholen, aber auch, um die Verbesserung der Verteidigungsanlagen zu überwachen, die erforderlich waren, da sich Spanien im Krieg mit Frankreich befand.
Im November machte er sich auf den Weg ins Landesinnere und erreichte Chapultepec am 16. November 1673. Seine Gesundheit war bereits sehr angeschlagen, so dass er zwar am 20. November die Amtsgeschäfte von seinem Vorgänger übernahm, aber sich erst am 8. Dezember 1673 in der Lage sah, den feierlichen Einzug in Mexiko-Stadt zu halten, dessen Zeremoniell die offizielle Amtsübernahme besiegelte.
Seine Amtszeit als Vizekönig von Neuspanien dauerte nur sechs Tage. Entsprechend konnte er keine besonderen Leistungen erzielen. Er ließ die Preise für Mais und Kakao senken und ordnete Maßnahmen zur Belebung des Handels an und wollte die Situation der indigenen Bevölkerung verbessern.
Am 13. Dezember 1673 starb er – so plötzlich, dass er nicht mehr die Sterbesakramente empfangen konnte. Sein Leichnam wurde zunächst in der Kathedrale von Mexiko-Stadt bestattet, später aber in die Familiengruft nach Spanien überführt.
Wie jeder Vizekönig brachte er einen versiegelten Umschlag aus Spanien mit, in dem der Nachfolger im Falle seines Todes bestimmt war. In diesem Falle hatte der Hof die Amtsübernahme durch Payo Enríquez de Rivera, den Erzbischof von Mexiko, vorgesehen.

## Literarische Rezeption
Die mexikanische Dichterin Juana Inés de la Cruz, die die Förderung seines Vorgängers genoss, widmete seinem Schicksal ein Gedicht.